# Dean Marney
Dean Edward Marney (31 de enero de 1984) es un exfutbolista inglés que juega como centrocampista. 

## Carrera profesional
Es un mediocampista box-to-box que se formó en el sistema juvenil del Tottenham Hotspur, donde también mostró aptitudes en la posición de lateral derecho. Aunque debutó con el Tottenham en 2003, por la falta de oportunidades en el primer equipo fue cedido a varios equipos de las categorías inferiores, como el Swindon Town, Queens Park Rangers, Gillingham F.C. y Norwich City, hasta que el 14 de julio de 2006 fue firmado por el Hull City de la Football League Championship.
El 28 de mayo de 2010 fue firmado por el Burnley F. C. Inicialmente tuvo problemas para adaptarse al equipo, y fue utilizado principalmente como sustituto, pero su estado de forma mejoró notablemente en su segunda temporada y terminó como uno de los jugadores más rendidores del Burnley. La temporada 2012-2013 es considerada como una de las mejores en la carrera de Marney, desempeñando un papel fundamental para evitar el descenso del equipo al participar en casi todos los encuentros.
El 1 de mayo de 2013 firmó un nuevo contrato de dos años con el Burnley, el cual renovó por dos años más el 18 de septiembre de 2015.
En julio de 2018 el Fleetwood Town F. C. anunció su incorporación para las dos siguientes temporadas. En julio de 2020 abandonó el club tras la finalización de su contrato.

## Clubes
| Club                               | País       | Año       | PJ  | G  |
| ---------------------------------- | ---------- | --------- | --- | -- |
| Tottenham Hotspur F. C.            | Inglaterra | 2002-2006 | 11  | 2  |
| Swindon Town F. C. (cedido)        | Inglaterra | 2002-2003 | 9   | 0  |
| Queens Park Rangers F. C. (cedido) | Inglaterra | 2004      | 3   | 0  |
| Gillingham F. C. (cedido)          | Inglaterra | 2004      | 3   | 0  |
| Norwich City F. C. (cedido)        | Inglaterra | 2005      | 15  | 0  |
| Hull City A. F. C.                 | Inglaterra | 2006-2010 | 138 | 9  |
| Burnley F. C.                      | Inglaterra | 2010-2018 | 213 | 10 |
| Fleetwood Town F. C.               | Inglaterra | 2018-2020 |     |    |